# 烏基阿帕切塔山
14°29′58″S 70°07′41″W / 14.49944°S 70.12806°W
烏基阿帕切塔山（Uqi Apachita），是秘魯的山峰，位於該國東南部普諾大區，由穆尼亞尼區和聖安通區負責管轄，屬於安地斯山脈的一部分，海拔高度4,800米。